# Campeonato da Europa de Atletismo de 2010 - Lançamento de dardo masculino

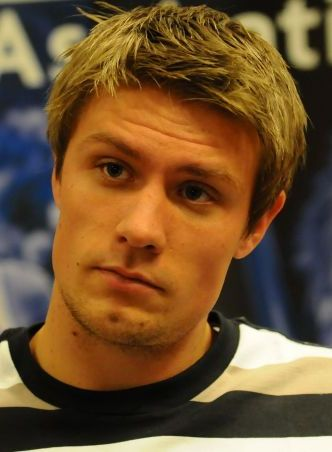
Medalha de Ouro da edição, o Norueguês Adreas Thorkildsen

A prova do lançamento de dardo masculino do Campeonato da Europa de Atletismo de 2010 foi disputada entre os dias 30 e 31 de julho de 2010 no Lluís Companys em Barcelona,  na Espanha. 

## Recordes
Antes desta competição, os recordes mundiais e do campeonato nesta prova eram os seguintes:
|                       | Nome          | Nacionalidade | Distância | Local     | Data                 |
| --------------------- | ------------- | ------------- | --------- | --------- | -------------------- |
| Recorde mundial       | Jan Železný   | Chéquia       | 98m 48cm  | Jena      | 25 de maio de 1996   |
| Recorde do campeonato | Steve Backley | Reino Unido   | 89m 72cm  | Budapeste | 23 de agosto de 1998 |
| Recorde europeu       | Jan Železný   | Chéquia       | 98m 48cm  | Jena      | 25 de maio de 1996   |

## Medalhistas
| Ouro                      | Prata                   | Bronze               |
| Andreas Thorkildsen (NOR) | Matthias de Zordo (DEU) | Tero Pitkämäki (FIN) |

## Cronograma
Todos os horários são locais (UTC+2).
| Data        | Hora  | Evento       |
| ----------- | ----- | ------------ |
| 30 de julho | 10:20 | Qualificação |
| 31 de julho | 20:05 | Final        |

## Resultados

### Qualificação
Qualificação: Desempenho de 81.00 m (Q) ou os 12 melhores qualificados (q).
| Posição | Grupo | Atleta               | Nacionalidade | #1    | #2    | #3    | Resultados | Notas |
| ------- | ----- | -------------------- | ------------- | ----- | ----- | ----- | ---------- | ----- |
| 1       | A     | Teemu Wirkkala       | Finlândia     | 76.89 | 83.57 | -     | 83.57      | Q     |
| 2       | B     | Tero Pitkämäki       | Finlândia     | 76.65 | 83.15 | -     | 83.15      | Q     |
| 3       | A     | Matthias de Zordo    | Alemanha      | 74.89 | 77.82 | 82.34 | 82.34      | Q     |
| 4       | A     | Ainārs Kovals        | Letônia       | 78.58 | 78.22 | 79.32 | 79.32      | q     |
| 5       | B     | Dmytro Kosynskyy     | Ucrânia       | x     | 71.30 | 79.29 | 79.29      | q     |
| 6       | A     | Andreas Thorkildsen  | Noruega       | x     | x     | 78.82 | 78.82      | q     |
| 7       | B     | Ēriks Rags           | Letônia       | x     | x     | 78.45 | 78.45      | q     |
| 8       | A     | Roman Avramenko      | Ucrânia       | 74.84 | x     | 78.11 | 78.11      | q     |
| 9       | A     | Vítězslav Veselý     | Chéquia       | x     | 77.76 | 74.99 | 77.76      | q     |
| 10      | B     | Petr Frydrych        | Chéquia       | 77.56 | x     | 75.96 | 77.56      | q     |
| 11      | B     | Oleksandr Pyatnytsya | Ucrânia       | 77.20 | x     | 77.54 | 77.54      | q     |
| 12      | A     | Sergej Makarov       | Rússia        | 76.69 | 74.13 | 74.54 | 76.69      | q     |
| 13      | A     | Csongor Olteán       | Hungria       | 76.53 | 75.05 | x     | 76.53      |       |
| 14      | B     | Uladzimir Kazlou     | Bielorrússia  | x     | 76.29 | 72.33 | 76.29      |       |
| 15      | A     | Gabriel Wallin       | Suécia        | 71.85 | x     | 76.12 | 76.12      |       |
| 16      | A     | Jakub Vadlejch       | Chéquia       | x     | 76.04 | x     | 76.04      |       |
| 17      | B     | Harri Haatainen      | Finlândia     | 75.83 | x     | x     | 75.83      |       |
| 18      | B     | Jérôme Haeffler      | França        | 67.60 | 75.60 | x     | 75.60      |       |
| 19      | B     | Rafael Baraza        | Espanha       | 71.96 | 68.22 | 73.34 | 73.34      |       |
| 20      | B     | Martin Benak         | Eslováquia    | 73.18 | x     | x     | 73.18      |       |
| 21      | B     | Ilya Korotkov        | Rússia        | 72.04 | x     | 71.07 | 72.04      |       |
| 22      | A     | Ioánnis Smaliós      | Grécia        | 71.57 | x     | -     | 71.57      |       |
| 23      | B     | Vadims Vasiļevskis   | Letônia       | x     | x     | 67.56 | 67.56      |       |

### Final
| Posição           | Atleta               | Nacionalidade | #1    | #2    | #3    | #4    | #5    | #6    | Resultados | Notas           |
| ----------------- | -------------------- | ------------- | ----- | ----- | ----- | ----- | ----- | ----- | ---------- | --------------- |
| Medalha de ouro   | Andreas Thorkildsen  | Noruega       | 86.32 | 88.37 | 86.30 | 84.12 | -     | 83.40 | 88.37      |                 |
| Medalha de prata  | Matthias de Zordo    | Alemanha      | 86.22 | 87.81 | 87.06 | x     | x     | 84.12 | 87.81      | Recorde pessoal |
| Medalha de bronze | Tero Pitkämäki       | Finlândia     | 81.47 | x     | 82.30 | 83.96 | 86.67 | 86.31 | 86.67      |                 |
| 4                 | Oleksandr Pyatnytsya | Ucrânia       | 81.24 | 80.91 | 78.91 | 82.01 | 76.59 | x     | 82.01      |                 |
| 5                 | Teemu Wirkkala       | Finlândia     | 78.52 | 76.94 | 81.76 | x     | 81.14 | 81.31 | 81.76      |                 |
| 6                 | Ainārs Kovals        | Letônia       | 81.19 | x     | x     | x     | 75.19 | 80.55 | 81.19      |                 |
| 7                 | Sergey Makarov       | Rússia        | 80.86 | 78.31 | 78.89 | x     | x     | -     | 80.86      |                 |
| 8                 | Roman Avramenko      | Ucrânia       | x     | x     | 78.65 | x     | x     | 79.52 | 79.52      |                 |
| 9                 | Vítězslav Veselý     | Chéquia       | 69.42 | x     | 77.83 |       |       |       | 77.83      |                 |
| 10                | Petr Frydrych        | Chéquia       | 77.30 | 76.69 | 76.76 |       |       |       | 77.30      |                 |
| 11                | Ēriks Rags           | Letônia       | x     | 76.93 | 76.08 |       |       |       | 76.93      |                 |
| 12                | Dmytro Kosynskyy     | Ucrânia       | x     | 73.26 | 73.11 |       |       |       | 73.26      |                 |

Legenda
| Recorde mundial       | Recorde mundial (World record)               |                       | Recorde africano                      | Recorde africano (African) |                                           | Q | Classificado por posição (Qualified) |
| Recorde do campeonato | Recorde do campeonato (Championship record)  | Recorde da América    | Recorde da América (Americas)         | q                          | Classificado por melhor tempo (Qualified) |   |                                      |
| Melhor marca do ano   | Melhor marca do ano (World leading)          | Recorde asiático      | Recorde asiático (Asian)              | DNS                        | Não largou (Did not start)                |   |                                      |
| Recorde nacional      | Recorde nacional (National record)           | Recorde europeu       | Recorde europeu (European)            | DNF                        | Não terminou (Did not finish)             |   |                                      |
| Recorde pessoal       | Recorde pessoal do atleta (Personal best)    | Recorde da Oceania    | Recorde da Oceania (Oceania)          | DSQ / DQ                   | Desclassificado (Disqualified)            |   |                                      |
| Recorde da temporada  | Recorde da temporada do atleta (Season best) | Recorde sul-americano | Recorde sul-americano (South America) | NM                         | Sem marca (No mark)                       |   |                                      |